# Paragolsinda fruhstorferi
Paragolsinda fruhstorferi là một loài bọ cánh cứng trong họ Cerambycidae.